# Centaurea grisebachii
Centaurea grisebachii là một loài thực vật có hoa trong họ Cúc. Loài này được (Nyman) Heldr. mô tả khoa học đầu tiên năm 1891.